# Goldständer
Goldständer è il terzo album da solista del rapper tedesco B-Tight.

## Tracce
CD 1
1. Intro
2. Noch einmal
3. Skit 1
4. Partytime (feat. Frauenarzt)
5. Sie will mich
6. Egoist
7. Skit 2
8. Voll ok
9. Wir sind hart (feat. Tony D)
10. Skit 3
11. Kingmässig
12. Sündenbock
13. Hart aber herzlich (feat. M-Hot)

CD 2
1. Leben nach dem Tod
2. Schattenseite
3. Ghettostar
4. Weißt du (feat. She-Raw)
5. Schaukelpferd (feat. Sido & Shizoe)
6. Es sind die Drogen
7. Ich bin es leid (feat. Shizoe)
8. Könnte ich (feat. Alpa Gun)
9. Glücklich (feat. Greckoe & Freddy Cool)
10. Erste liebe
11. Weine nicht (feat. Zoe Mazah)